# Labioplastica
La labioplastica (conosciuta anche come intervento di riduzione delle piccole labbra e riduzione labiale) è una procedura di chirurgia plastica per modificare aspetto e dimensioni delle piccole labbra (labbra interne) e delle grandi labbra (labbra esterne), ovvero le pieghe di cute che circondano e delimitano la vulva umana. Ci sono due categorie principali di donne che cercano un intervento di chirurgia genitale estetica: quelle con condizioni congenite (ad esempio l'intersessualità) e quelle senza alcuna condizione sottostante che sperimentano disagio fisico o desiderano modificare l'aspetto dei genitali perché ritengono che essi non rientrino in un range di normalità.
Le dimensioni, il colore e la forma delle labbra vulvari variano in modo significativo e possono cambiare a causa del parto, invecchiamento e altri eventi. Le condizioni affrontate dalla labioplastica includono difetti congeniti e anomalie come atresia vaginale (condotto vaginale assente), agenesia mulleriana (utero e tube di Falloppio malformati), condizioni di intersessualità (caratteristiche sessuali maschili e femminili concomitanti in una persona) e altre condizioni come la lacerazione e lo stiramento delle piccole labbra causato dal parto, traumi e lesioni, età. All’interno di un intervento chirurgico di vaginoplastica di riassegnazione sessuale (da maschio a femmina) con la creazione di una neovagina, la labioplastica crea delle nuove labbra vulvari là dove una volta non ve ne era traccia.
Secondo uno studio del 2008 il 32% delle donne che si sottoponeva alla procedura lo faceva per correggere un danno funzionale; il 31 % per correggere un danno funzionale e per ragioni estetiche; e il 37% solo per ragioni estetiche. Secondo una review del 2011, la soddisfazione complessiva del paziente per gli effetti dell’intervento risultava compresa nell'intervallo 90-95%.  I rischi includono cicatrici permanenti, infezioni, sanguinamento, irritazione e danni alle diramazioni nervose, i quali possono portare ad un aumento o diminuzione della sensibilità. In Australia un intervento sanitario finanziato con fondi pubblici, il cui scopo era informare le donne sulle ampie variabilità naturali nella conformazione delle labbra vulvari, ha comportato una riduzione del 28% nel numero di interventi di chirurgia plastica eseguiti. A differenza di quanto accade negli ospedali pubblici, i chirurghi plastici che esercitano in cliniche private non sono tenuti a seguire queste regole: da qui la critica per la quale si ritiene che alcuni professionisti "senza scrupoli" si facciano carico di eseguire comunque la procedura anche su donne che probabilmente la eviterebbero se solo avessero adeguate informazioni.
Le immagini delle vulve sono assenti dai media popolari e dalla pubblicità e non compaiono in alcuni libri di anatomia, mentre l'opposizione di una parte delle comunità all'educazione sessuale limita l'accesso che le giovani donne hanno all'informazione sulle variabilità naturale nell’aspetto e forma delle labbra vulvari. Molte donne hanno infatti una conoscenza limitata dell'anatomia vulvare e non sono in grado di dire come sia una vulva "normale". Allo stesso tempo, molte immagini pornografiche di genitali femminili sono manipolate digitalmente, cambiando la dimensione e la forma delle labbra per adattarsi agli standard di censura esistenti in diversi paesi. I ricercatori medici hanno sollevato dubbi sulla procedura di labioplastica e sui suoi crescenti tassi di prevalenza: alcuni ipotizzano che l'eccesso di offerta di immagini pornografiche su Internet possa portare alcune donne ad essere insoddisfatte della propria immagine corporea.
Nel Regno Unito, pur con l’avvertenza che mancano prove conclusive al riguardo, il Servizio sanitario nazionale (NHS) ha affermato che alcune donne portano con sé, per poterle mostrare al chirurgo plastico, immagini pubblicitarie o pornografiche per meglio illustrare l'aspetto genitale desiderato.

## Dimensioni delle labbra
I genitali esterni di una donna sono indicati nel loro insieme con il nome di vulva. Il termine comprende le grandi labbra (labbra o in latino labia maiora o esterne), le piccole labbra (labbra minora o interne), il clitoride, l'uretra e la vagina. Le grandi labbra si estendono dal monte di Venere al perineo.
Le dimensioni, la forma e il colore delle labbra interne delle donne variano notevolmente. Raramente sono completamente simmetriche: spesso una è solitamente più grande dell'altra. Possono essere nascoste dalle labbra esterne, o possono essere visibili, e possono diventare più grandi e turgide con l'eccitazione sessuale, a volte due o tre volte il loro diametro abituale.
La dimensione delle labbra può cambiare a causa del parto. Il piercing genitale può aumentare le dimensioni e l'asimmetria labiale, ciò in relazione al peso degli ornamenti. In studi eseguiti sul trattamento di gemelle identiche è stato notato come le labbra vulvari fossero della stessa taglia in ogni donna, il che sembra indicare una determinazione genetica.

Dal 2003 al 2004, i ricercatori del Dipartimento di Ginecologia, Elizabeth Garret Anderson Hospital di Londra, hanno misurato le labbra vulvari e le altre strutture genitali di 50 donne dai 18 ai 50 anni, con un'età media di 35,6 anni. I risultati sono stati i seguenti:
| Misurazione                                                   | Range     | Media [deviazione Standard] |
| ------------------------------------------------------------- | --------- | --------------------------- |
| Lunghezza del clitoride (mm)                                  | 5–35      | 19.1 [8.7]                  |
| Glande clitorideo, larghezza (mm)                             | 3–10      | 5.5 [1.7]                   |
| Dal clitoride all’uretra (mm)                                 | 16–45     | 28.5 [7.1]                  |
| Grandi labbra, lunghezza (cm)                                 | 7.0–12.0  | 9.3 [1.3]                   |
| Piccole labbra, lunghezza (mm)                                | 20–100    | 60.6 [17.2]                 |
| Piccole labbra, larghezza (mm)                                | 5–60      | 21.8 [9.4]                  |
| Perineo lunghezza (mm)                                        | 15–55     | 31.3 [8.5]                  |
| Vagina lunghezza (cm)                                         | 6.5–12.5  | 9.6 [1.5]                   |
| Scala di Tanner (n)                                           | IV        | 4                           |
| Scala di Tanner (n)                                           | V         | 46                          |
| Colore dell’area genitale comparata alla cute circostante (n) | Identica  | 9                           |
| Colore dell’area genitale comparata alla cute circostante (n) | Più scura | 41                          |
| Rugosità delle labbra (n)                                     | Lisce     | 14                          |
| Rugosità delle labbra (n)                                     | Moderata  | 34                          |
| Rugosità delle labbra (n)                                     | Marcata   | 2                           |

## Chirurgia

### Controindicazioni
La chirurgia di riduzione delle labbra vulvari presenta una controindicazione relativa in donne con una malattia ginecologica attiva, ad esempio un'infezione o una neoplasia; altra controindicazione relativa è l'abitudine al fumo di sigaretta nella donna che fuma e non è disposta a smettere, temporaneamente o permanentemente (per la ridotta capacità dei processi di guarigione delle ferite) o la donna che si pone degli obiettivi estetici irrealistici.
Queste ultime donne dovrebbero ricevere un adeguato counselling oppure essere escluse dall’intervento chirurgico di labioplastica. Secondo alcuni Autori l’intervento non dovrebbe essere eseguito quando la paziente ha in corso il ciclo mestruale per ridurre i potenziali effetti ormonali e l'aumentato rischio di infezione.

### Chirurgia per riassegnazione del sesso
Nella chirurgia di riassegnazione sessuale, nel caso del paziente transgender maschio-femmina, la labioplastica è di solito il secondo stadio di un'operazione di vaginoplastica a due stadi, in cui vengono applicate tecniche labioplastiche per creare delle piccole labbra e una cappuccio clitorideo. In questa procedura, la labioplastica viene eseguita in genere ad alcuni mesi di distanza dopo una prima fase chirurgica comprendente l’intervento di vaginoplastica.

### Anestesia
La riduzione labiale può essere eseguita in anestesia locale, sedazione cosciente o anestesia generale, sia come singolo intervento chirurgico, sia in combinazione con un'altra procedura ginecologica o cosmetica. La resezione appropriata è facilitata facendo precedere l’intervento dalla somministrazione di una soluzione anestetica (lidocaina + adrenalina in soluzione salina) che viene infiltrata nelle piccole labbra per ottenere la tumescenza (gonfiore) dei tessuti e la vasocostrizione del locale sistema circolatorio delle labbra vulvari, fattori entrambi che favoriscono l'emostasi e che limitano il sanguinamento.

### Procedure

#### Tecnica di resezione dei bordi

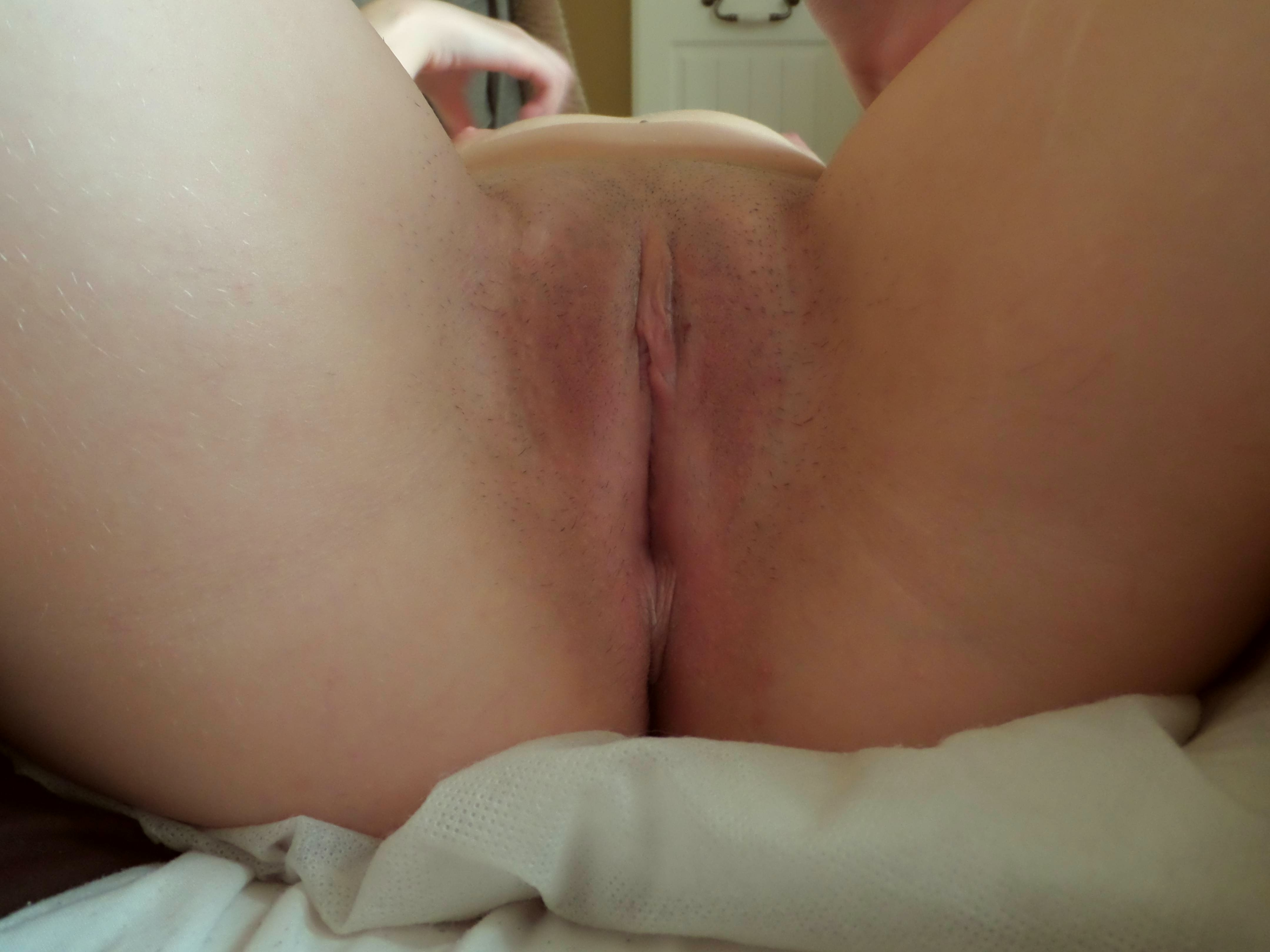
Ablazione completa delle labbra interne mediante la tecnica di taglio e resezione dei bordi, che si traduce in un aspetto liscio dell'area vulvare, senza alcuna protuberanza del tessuto labiale

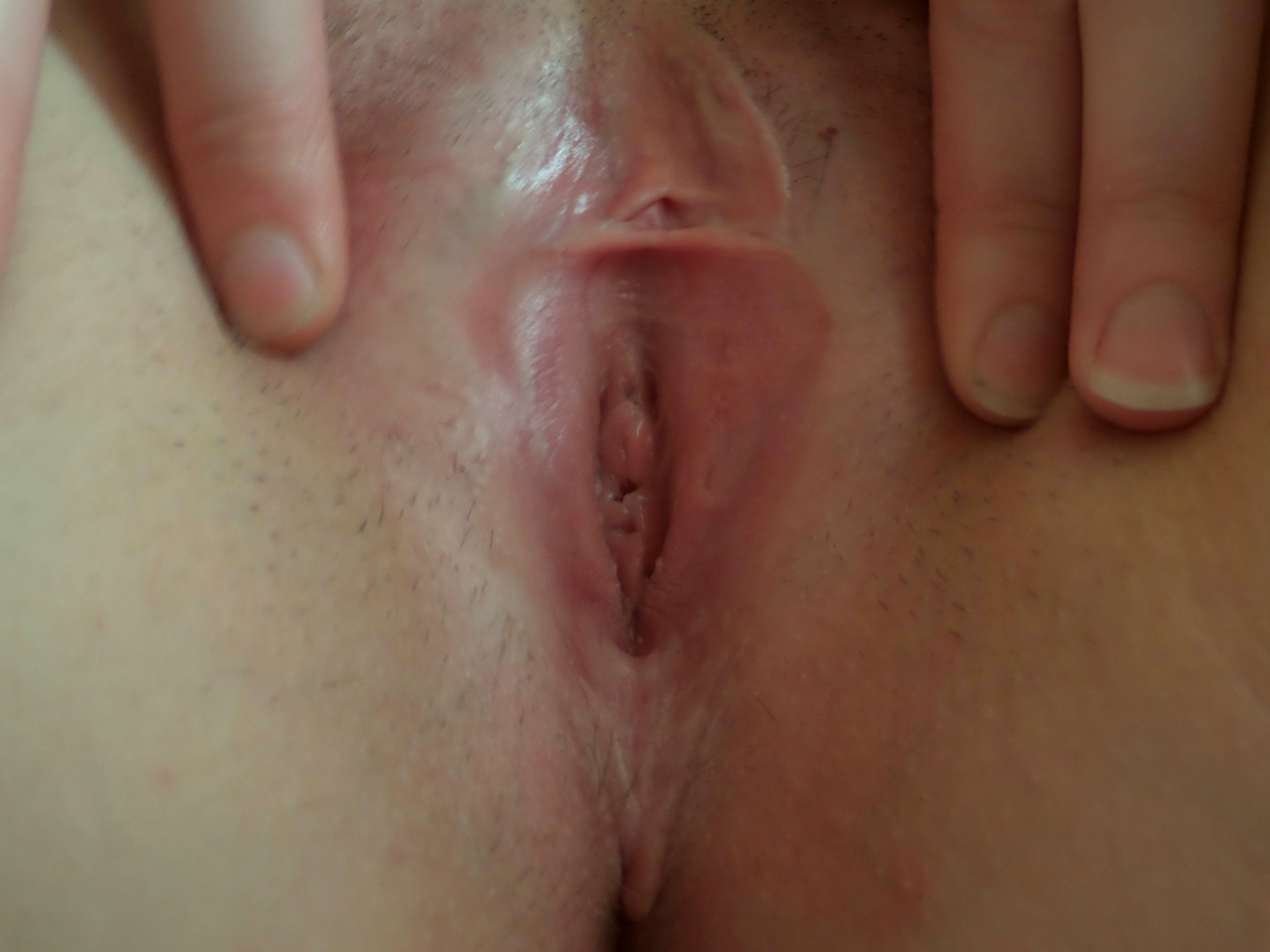
Come sopra

La tecnica originale di labioplastica consisteva nella semplice resezione dei tessuti al margine libero delle piccole labbra. Una variazione di questa tecnica di resezione comporta l’utilizzo di una pinza posta sull'area del tessuto labiale da asportare, al fine di ottenere con più facilità l'emostasi (il blocco del flusso sanguigno), mentre il chirurgo asporta i tessuti, e quindi sutura le piccole labbra tagliate.
Questa procedura viene utilizzata dalla maggior parte dei chirurghi perché è più semplice da eseguire.
Gli svantaggi più evidenti della tecnica di resezione del bordo labiale sono la perdita della rugosità naturale dei bordi liberi delle piccole labbra: la tecnica quindi, da un punto di vista estetico, comporta un aspetto innaturale della vulva. Questa tecnica si associa anche a un maggior rischio di danneggiamento delle pertinenti terminazioni nervose. Inoltre, esiste anche la possibilità di rovesciare (verso l'esterno) il rivestimento interno delle labbra, il che rende visibili i tessuti labiali interni, di colore rosa, normalmente nascosti alla vista.
I vantaggi della resezione del bordo includono la completa rimozione di bordi labiali irregolari iperpigmentati (scuriti) che vengono sostituiti con una cicatrice lineare. Un altro svantaggio della tecnica di taglio e resezione dei bordi (definita anche metodo di "amputazione") è che non è in grado di asportare i tessuti ridondanti del cappuccio clitorideo, quando presenti. L'indesiderata amputazione completa delle piccole labbra è più frequente ricorrendo a questa tecnica: ciò spesso richiede un ulteriore intervento chirurgico di correzione. Inoltre, la tecnica di taglio e resezione dei bordi non affronta il problema cappuccio clitorideo.
Le deformità del cappuccio clitorideo sono comuni con questo approccio, il che spesso richiede un nuovo intervento chirurgico correttivo supplementare. Alcune donne si lamentano di un "piccolo pene" quando viene eseguita la procedura di taglio e resezione dei bordi, a causa del tessuto del cappuccio clitorideo non ben riposizionato e la rimozione completa (amputazione) delle piccole labbra. La maggior parte dei chirurghi plastici pertanto preferisce non eseguire questa procedura, ma avere piuttosto un approccio a margine esteso, che è tecnicamente più impegnativo, ma produce un risultato più naturale ed è in grado di creare un aspetto naturale e proporzionato alla vulva. In ogni caso in molte donne sono spesso richieste procedure ricostruttive dopo l’intervento di labioplastica con tecnica di resezione del bordo labiale.

#### Tecnica di resezione centrale con cuneo
La riduzione labiale mediante una “resezione centrale a cuneo” comporta il taglio e la rimozione di un cuneo di tessuto dalla porzione più spessa delle piccole labbra. A differenza della tecnica di resezione del bordo labiale, la modalità di resezione propria della tecnica di resezione centrale a cuneo conserva la naturale rugosità (cioè il bordo "rugoso" delle piccole labbra).
Se eseguita come resezione a tutto spessore, esiste il potenziale rischio di danneggiare le fibre nervose labiali, la qual cosa può provocare neuromi dolorosi e intorpidimento. Una rimozione a spessore parziale della mucosa e della pelle, che lascia intatta la sottomucosa, diminuisce il rischio di questa complicazione. F. Giraldo ha perfezionatola procedura della tecnica di resezione centrale a cuneo eseguendo un'ulteriore tecnica plastica a Z a 90 gradi, il che produce una cicatrice chirurgica raffinata e meno legata, e diminuisce le tensioni fisiche esercitate sulla ferita dell'incisione chirurgica, pertanto riduce la probabilità di una cicatrice dentellata (bordo smerlato).
La tecnica di resezione centrale a cuneo è una procedura chirurgica impegnativa: durante l’intervento possono sorgere difficoltà nel giudicare la corretta quantità di pelle labiale da resecare, il che potrebbe comportare una sottocorrezione (una persistenza eccessiva dei tessuti) o un’ipercorrezione (eccessiva tensione alla ferita chirurgica) e un'aumentata probabilità di separazione della ferita chirurgica.
Il vantaggio di questa tecnica è che un cuneo esteso può essere portato verso l'alto, per allestire una cappa clitoridea prominente, senza dover fare un'incisione separata. Ciò porta, come risultato finale, ad un contorno naturale ed evita le incisioni dirette vicino al clitoride, che come è noto è estremamente sensibile.

#### Tecnica di disepitelizzazione
La riduzione labiale mediante la disepitelizzazione dei tessuti comporta il taglio dell'epitelio di un'area centrale sulla zona mediale e laterale di ciascun piccolo labbro: questa asportazione può essere fatta indifferentemente con un bisturi oppure con un laser medicale . Questa tecnica di labioplastica riduce il tessuto in eccesso in senso verticale, preservando la naturale rugosità (margine ondulato) delle piccole labbra e preservando così le caratteristiche sensoriali ed erettili delle labbra. Tuttavia, lo svantaggio della tecnica di disepitelizzazione è che la larghezza del singolo piccolo labbro potrebbe aumentare se si è costretti alla disepitelizzazione di una vasta area di tessuto labiale per ottenere la riduzione desiderata.

#### Labiaplastica con clitoride non incappucciato
La riduzione labiale include occasionalmente la resezione del prepuzio del clitoride (cappa del clitoride) quando lo spessore della sua pelle interferisce con la risposta sessuale della donna o è esteticamente non apprezzato.
Lo svuotamento chirurgico del clitoride comporta un avanzamento V-a-Y dei tessuti molli, che si ottiene suturando il cappuccio clitorideo all'osso pubico in corrispondenza della linea mediana (per evitare i nervi pudendi); il clitoride così scoperto restringe ulteriormente le piccole labbra.

#### Labioplastica con tecnica laser
La riduzione labiale mediante resezione laser delle piccole labbra comporta la disepitelizzazione delle labbra stesse. Lo svantaggio tecnico della labioplastica con laser è che la rimozione dell'eccesso di epidermide labiale rischia di causare la formazione di una cisti da inclusione epidermica.

### Cure post operatorie
Il dolore post-operatorio è minimo e la donna è generalmente in grado di lasciare l'ospedale il giorno stesso dell’intervento. Non è richiesto alcun bendaggio vaginale, anche se la donna potrebbe scegliere di indossare un assorbente per un miglior comfort.
Il medico informa la donna che le piccole labbra sono spesso molto tumefatte durante il primo periodo post-operatorio, a causa dell'edema causato dalla soluzione anestetica iniettata nei tessuti.
La paziente viene inoltre istruita sulla corretta gestione e pulizia della ferita chirurgica e sull'applicazione di un unguento antibiotico topico alle piccole labbra: questo regime deve essere osservato per almeno 2-3 volte al giorno per diversi giorni dopo l'intervento.
Il primo follow up della donna sottoposta a labioplastica con il chirurgo è raccomandato entro una settimana dopo l'intervento. Si consiglia in genere di anticipare il controllo con il chirurgo qualora sviluppi un ematoma, cioè un accumulo di sangue nel tessuto delle piccole labbra.
A seconda dell’andamento post operatorio, la paziente può riprendere il lavoro, purché non comporti particolari sforzi fisici entro 3-4 giorni dall'intervento. Per consentire una migliore guarigione delle ferite alla donna viene consigliato di non usare tamponi, di non indossare vestiti stretti (ad esempio un perizoma o tanga o altra biancheria intima poco adeguata) e di astenersi dai rapporti sessuali per quattro settimane dopo l'intervento.
Le complicazioni mediche di una procedura di labioplastica sono rare, ma possono verificarsi complicazioni occasionali - sanguinamento, infezione , asimmetria labiale, scarsa guarigione della ferita, insufficiente correzione del disturbo, eccessiva correzione - e potrebbero richiedere un intervento chirurgico di revisione. Una resezione eccessivamente aggressiva potrebbe danneggiare i nervi, causando un neuroma doloroso. L’esecuzione di una labioplastica con tecnica a lembo presenta occasionalmente un maggior rischio di necrosi dei tessuti delle piccole labbra.

## Aspetti critici
La labioplastica è un argomento controverso. I critici sostengono che la decisione di una donna di sottoporsi alla procedura derivi da una cattiva immagine di sé indotta dal paragone di sé con le immagini delle donne che si vedono negli annunci pubblicitari o nella pornografia. In Australia, il Royal Australian College of General Practitioners ha emanato linee guida su come indirizzare le pazienti con insoddisfazione verso l’aspetto dei loro genitali verso gli specialisti.
In questo Stato un intervento di educazione sanitaria finanziato con fondi pubblici, finalizzato a informare le donne sulle ampie variabilità naturali nella conformazione delle labbra vulvari, ha portato ad una diminuzione del 28% nel numero di interventi di plastica eseguiti.
Questo intervento informativo non era però obbligatorio in ambito privato e i critici accusano che ancora troppi interventi sono eseguiti per motivazioni esclusivamente economiche su donne poco informate.
Un numero sempre maggiore di donne nei paesi occidentali usa anche la depilazione intima tramite ceretta brasiliana per rimuovere i peli pubici e sceglie di indossare costumi da bagno e vestiti attillati.
Questo fatto ha portato a un aumento del numero di donne che lamentano dolore e disagio per l'irritazione delle piccole labbra, nonché preoccupazioni estetiche sull’aspetto dei loro genitali esterni.
Molti critici ricordano che la mutilazione genitale femminile - la pratica di tagliare le labbra di una donna e talvolta il clitoride, e in alcuni casi creare un sigillo su tutta la sua vulva – è illegale in tutto il mondo occidentale. A questo proposito l’Organizzazione Mondiale della Sanità (OMS) definisce le mutilazioni genitali femminili come "tutte le procedure che comportano la rimozione parziale o totale dei genitali femminili esterni, o altre lesioni agli organi genitali femminili per ragioni non mediche". Tuttavia sempre secondo l’OMS il termine non è generalmente applicabile a procedure elettive come la labioplastica.
L'American College of Obstetricians and Gynecologists (ACOG) ha pubblicato un'opinione nel numero di Obstetrics & Gynecology del settembre 2007 secondo cui diverse procedure di "ringiovanimento vaginale" non erano clinicamente indicate e che non c'era alcuna documentazione sulla loro sicurezza ed efficacia.
Sempre l’ACOG ha sostenuto che era ingannevole dare l'impressione alle pazienti che queste procedure siano pratiche chirurgiche generalmente condivise e di routine; l’associazione raccomandava che alle donne in cerca di tali interventi chirurgici fossero fornite le statistiche sulla sicurezza chirurgica e venissero chiaramente avvertite dei potenziali rischi di infezione, delle possiibili sensazioni di discomfort causate da nervi danneggiati, della possibile dispareunia (rapporti sessuali dolorosi), così come delle aderenze tissutali e cicatrici dolorose.